# Поткрај (Доњи Вакуф)
Поткрај је насељено место у Општини Доњи Вакуф, Средњобосански кантон, Федерација Босне и Херцеговине, БиХ.

## Становништво
По последњем службеном попису становништва из 1991. године, у насељу Поткрај живело је 108 становника. Становници су претежно били Хрвати.
| Националност       | 1991.       | 1981. | 1971. |
| Хрвати             | 82 (75,92%) |       |       |
| Муслимани          | 24 (22,22%) |       |       |
| Југословени        | 1 (0,93%)   |       |       |
| остали и непознато | 1 (0,93%)   |       |       |
| Укупно             | 108         |       |       |